# Parc national du Mont Sangbé
Le parc national du Mont Sangbé est un parc national situé dans l'ouest de la Côte d'Ivoire, près de la ville de Man, à cheval sur les préfectures de Biankouma, Touba et Séguéla. Il couvre une superficie de 97 554 hectares,. Il a été créé le 19 février 1976 par le décret 76-215 à partir d'une forêt domaniale, il est géré par l'Office ivoirien des parcs et réserves.
Il est situé en zone montagneuse avec 14 sommets de plus de 1 000 m, ce parc est couvert d'une flore très dense. Éléphants, buffles, antilopes et singes constituent l'essentiel de sa faune mais on y a noté en 2019 le retour d'autres espèces dont des phacochères, des hippotragus, des porcs-épics, des pintades sauvages et des touracos géants.